# Cavaria con Premezzo
Cavaria con Premezzo – miejscowość i gmina we Włoszech, w regionie Lombardia, w prowincji Varese.
Według danych na rok 2004 gminę zamieszkiwało 4787 osób, 1595,7 os./km².
W miejscowości znajduje się stacja kolejowa Cavaria-Oggiona-Jerago.